# Carlos González (kolumbijski zapaśnik)
Carlos Esteban González Vahos (ur. 10 lutego 1999) – kolumbijski zapaśnik walczący w stylu klasycznym. Srebrny medalista mistrzostw panamerykańskich w 2024. Wicemistrz panamerykański juniorów w 2019 roku.